# Чемпионат Узбекистана по русским шашкам среди женщин 2014
Чемпионат Узбекистана по русским шашкам среди женщин 2014 прошёл с 25 по 31 мая в Ташкенте в двух форматах: в основной программе и в блице.

## Основная программа
Приняли участие 16 спортсменок.
| Место | Имя               | Очки |
| ----- | ----------------- | ---- |
| 1     | Сайора Юлдашева   | 13   |
| 2     | Charos Balikova   | 10   |
| 3     | Сарвиноз Хасанова | 9    |

## Блиц
Приняли участие 16 спортсменок.
| Место | Имя               | Очки |
| ----- | ----------------- | ---- |
| 1     | Сайора Юлдашева   | 12   |
| 2     | Сарвиноз Хасанова | 9    |
| 3     | Charos Balikova   | 9    |